# Albert Cushing Read
Pour les articles homonymes, voir Cushing et Read.
Albert Cushing « Putty » Read est un aviateur et contre-amiral américain, né le 25 mars 1887 et mort le 10 octobre 1967.
Il est le premier aviateur à traverser l'Atlantique nord (avec escales) à bord d’un hydravion (et un équipage de cinq personnes) en mai 1919, soit huit ans avant Charles Lindbergh (qui l’a fait en solitaire et sans escale).

## Biographie
Albert Cushing Read naît en 1887 à Lyme (New Hampshire) dans une famille de brahmanes de Boston. Il intègre l'Académie navale d'Annapolis et en sort en 1907. En 1915, il est désigné aviateur naval par l'US Navy.
Du 8 au 31 mai 1919, un hydravion Curtiss NC-4, affrété par la US Navy et piloté par le lieutenant commander Read (et un équipage de cinq personnes), met 23 jours de Long Island (États-Unis) jusqu'à Plymouth (Royaume-Uni), avec au moins quatre escales : à Cape Cod, à Trepassey Bay (en) (Terre-Neuve), aux Açores et à Lisbonne (Portugal).
Pendant la Seconde Guerre mondiale, Read entraîne des pilotes d'hydravions.
Il meurt à Coconut Grove, en Floride, en 1967.

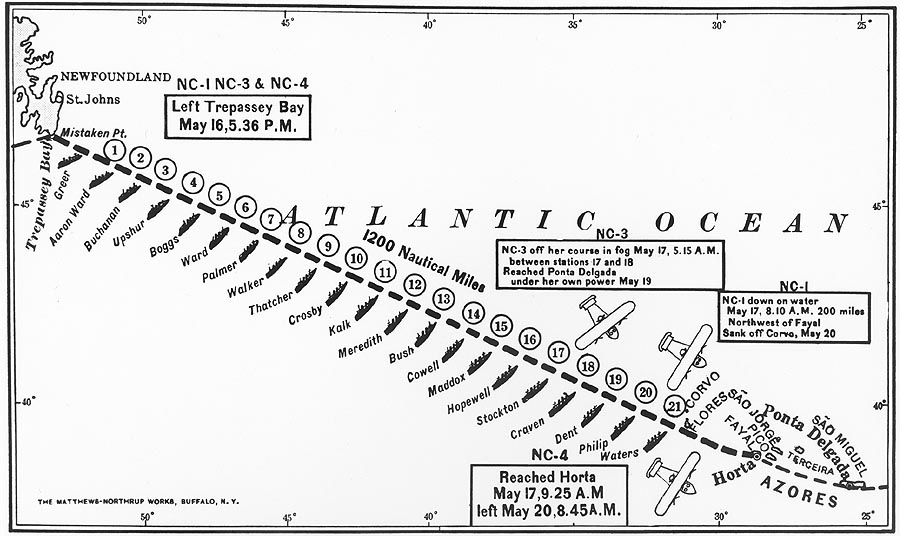
Schéma du vol entre Terre-Neuve et les Açores